# Donald Burgess
Donald Christopher "Don" Burgess, född 8 februari 1933 i Hendon, är en brittisk före detta tävlingscyklist.
Burgess blev olympisk bronsmedaljör i lagförföljelse vid sommarspelen 1952 i Helsingfors.